# Synosis clepsydra
Synosis clepsydra är en stekelart som beskrevs av Henry Keith Townes, Jr. 1959. Synosis clepsydra ingår i släktet Synosis och familjen brokparasitsteklar. Inga underarter finns listade i Catalogue of Life.